# Arvine
L'arvine, ou petite arvine (la grande arvine existe également mais n'est plus cultivée que de manière confidentielle), est un cépage autochtone de vigne blanc originaire et cultivé dans la Vallée d'Aoste (Italie) ainsi qu'en Valais (Suisse). En 2021, il y a 243 hectares cultivés en Valais (principalement dans le Valais romand), où sa surface est en croissance. La petite arvine est devenue en 2021 le cinquième cépage blanc le plus cultivé en Suisse, dépassant le pinot gris.

## Description
La petite arvine est un cépage de 3e époque : il mûrit tardivement. Le moût peut être doux, acide ou sucré. On peut trouver ce vin sous plusieurs styles de vinification : sec, moelleux, ou flétri sur souche.
Grappes
De longueur moyenne (15-20 cm), les grappes sont compactes et cylindriques avec une ou deux ailes. Elles comportent des petites baies sphériques, vert-jaune à pulpes incolores.
Il s'agit d'un cépage sensible et difficile à mener jusqu'aux vendanges sans accrocs. Les jeunes rameaux sont cassants et sensibles au vent. L’arvine présente un feuillage particulièrement fragile.
Maladies, carences, ravageurs, accidents physiologiques
- Sensibilité élevée au mildiou ;
- Sensible pourriture grise en fin de maturation ;
- Développe fréquemment de la pourriture noble en conditions favorables ;
- Sensibilité aux acariens.